# Hériménil
Hériménil és un municipi francès situat al departament de Meurthe i Mosel·la i a la regió del Gran Est. L'any 2007 tenia 916 habitants.

## Demografia

### Població
El 2007 la població de fet de Hériménil era de 916 persones. Hi havia 319 famílies, de les quals 51 eren unipersonals (30 homes vivint sols i 21 dones vivint soles), 85 parelles sense fills, 149 parelles amb fills i 34 famílies monoparentals amb fills.
La població ha evolucionat segons el següent gràfic:
Habitants censats

### Habitatges
El 2007 hi havia 332 habitatges, 324 eren l'habitatge principal de la família, 1 era una segona residència i 6 estaven desocupats. 313 eren cases i 17 eren apartaments. Dels 324 habitatges principals, 269 estaven ocupats pels seus propietaris, 51 estaven llogats i ocupats pels llogaters i 4 estaven cedits a títol gratuït; 1 tenia una cambra, 7 en tenien dues, 19 en tenien tres, 68 en tenien quatre i 228 en tenien cinc o més. 272 habitatges disposaven pel capbaix d'una plaça de pàrquing. A 123 habitatges hi havia un automòbil i a 180 n'hi havia dos o més.

### Piràmide de població
La piràmide de població per edats i sexe el 2009 era:
| Homes | Edats   | Dones |
| ----- | ------- | ----- |
| 0     | 95 o +  | 0     |
| 0     | 90 a 94 | 0     |
| 0     | 85 a 89 | 0     |
| 4     | 80 a 84 | 12    |
| 4     | 75 a 79 | 4     |
| 16    | 70 a 74 | 8     |
| 4     | 65 a 69 | 12    |
| 20    | 60 a 64 | 16    |
| 12    | 55 a 59 | 12    |
| 48    | 50 a 54 | 40    |
| 32    | 45 a 49 | 36    |
| 36    | 40 a 44 | 48    |
| 28    | 35 a 39 | 36    |
| 28    | 30 a 34 | 32    |
| 20    | 25 a 29 | 8     |
| 24    | 20 a 24 | 20    |
| 20    | 15 a 19 | 52    |
| 56    | 10 a 14 | 52    |
| 12    | 5 a 9   | 32    |
| 24    | 0 a 4   | 24    |

## Economia
El 2007 la població en edat de treballar era de 627 persones, 452 eren actives i 175 eren inactives. De les 452 persones actives 409 estaven ocupades (217 homes i 192 dones) i 42 estaven aturades (19 homes i 23 dones). De les 175 persones inactives 53 estaven jubilades, 74 estaven estudiant i 48 estaven classificades com a «altres inactius».

### Ingressos
El 2009 a Hériménil hi havia 344 unitats fiscals que integraven 972,5 persones, la mediana anual d'ingressos fiscals per persona era de 18.983 €.

### Activitats econòmiques
Dels 21 establiments que hi havia el 2007, 1 era d'una empresa extractiva, 1 d'una empresa de fabricació de material elèctric, 3 d'empreses de fabricació d'altres productes industrials, 6 d'empreses de construcció, 2 d'empreses de comerç i reparació d'automòbils, 1 d'una empresa de transport, 1 d'una empresa d'hostatgeria i restauració, 1 d'una empresa immobiliària, 2 d'empreses de serveis, 2 d'entitats de l'administració pública i 1 d'una empresa classificada com a «altres activitats de serveis».
Dels 9 establiments de servei als particulars que hi havia el 2009, 1 era un taller de reparació d'automòbils i de material agrícola, 1 autoescola, 1 guixaire pintor, 3 lampisteries, 2 electricistes i 1 restaurant.
L'any 2000 a Hériménil hi havia 8 explotacions agrícoles.

## Equipaments sanitaris i escolars
El 2009 hi havia una escola elemental integrada dins d'un grup escolar amb les comunes properes formant una escola dispersa.

## Poblacions més properes
El següent diagrama mostra les poblacions més properes.